# سيتوي
سيتوي (بالإنجليزية: Sittwe)‏  (أكياب) (بالإنجليزية: Akyab)‏ عاصمة ولاية راخين والمعروفة باسمها القديم أراكان، هي أحد ولايات دولة مينمار. أغلب سكانها من المسلمين إلا أنهم تعرضوا في القرن الحادي والعشرين للاضطهاد من طرف البوذيين في ظل دعم من طرف الشرطة الميانمارية والتي اعتبرتهم سكان ومهاجرين غير شرعيين.
تقع راخين على الساحل الغربي للبلاد وتشرف عاصمتها سيتوي على الجزء الشمالي من الساحل.

## المناخ
يظهر الجدول التالي التغييرات المناخية على مدار السنة لسيتوي:
| البيانات المناخية لـسيتوي | البيانات المناخية لـسيتوي | البيانات المناخية لـسيتوي | البيانات المناخية لـسيتوي | البيانات المناخية لـسيتوي | البيانات المناخية لـسيتوي | البيانات المناخية لـسيتوي | البيانات المناخية لـسيتوي | البيانات المناخية لـسيتوي | البيانات المناخية لـسيتوي | البيانات المناخية لـسيتوي | البيانات المناخية لـسيتوي | البيانات المناخية لـسيتوي | البيانات المناخية لـسيتوي |
| الشهر | يناير                     | فبراير                    | مارس                      | أبريل                     | مايو                      | يونيو                     | يوليو                     | أغسطس                     | سبتمبر                    | أكتوبر                    | نوفمبر                    | ديسمبر                    | المعدل السنوي             |
| --- | ------------------------- | ------------------------- | ------------------------- | ------------------------- | ------------------------- | ------------------------- | ------------------------- | ------------------------- | ------------------------- | ------------------------- | ------------------------- | ------------------------- | ------------------------- |
| الدرجة القصوى °م (°ف) | 37.0 (98.6)               | 38.9 (102.0)              | 40.0 (104.0)              | 38.0 (100.4)              | 38.9 (102.0)              | 37.2 (99.0)               | 37.7 (99.9)               | 38.0 (100.4)              | 38.0 (100.4)              | 39.5 (103.1)              | 35.0 (95.0)               | 34.0 (93.2)               | 40.0 (104.0)              |
| متوسط درجة الحرارة الكبرى °م (°ف) | 28.3 (82.9)               | 29.9 (85.8)               | 31.7 (89.1)               | 33.0 (91.4)               | 32.5 (90.5)               | 29.7 (85.5)               | 28.9 (84.0)               | 29.3 (84.7)               | 30.3 (86.5)               | 31.3 (88.3)               | 30.6 (87.1)               | 28.9 (84.0)               | 30.4 (86.7)               |
| المتوسط اليومي °م (°ف) | 21.5 (70.7)               | 23.3 (73.9)               | 26.1 (79.0)               | 28.5 (83.3)               | 28.7 (83.7)               | 27.4 (81.3)               | 26.8 (80.2)               | 26.8 (80.2)               | 27.3 (81.1)               | 27.6 (81.7)               | 28.4 (83.1)               | 23.0 (73.4)               | 26.3 (79.3)               |
| متوسط درجة الحرارة الصغرى °م (°ف) | 14.9 (58.8)               | 16.6 (61.9)               | 20.2 (68.4)               | 24.0 (75.2)               | 25.1 (77.2)               | 24.8 (76.6)               | 24.5 (76.1)               | 24.5 (76.1)               | 24.4 (75.9)               | 24.0 (75.2)               | 21.1 (70.0)               | 17.1 (62.8)               | 21.8 (71.2)               |
| أدنى درجة حرارة °م (°ف) | 6.0 (42.8)                | 9.0 (48.2)                | 10.0 (50.0)               | 16.2 (61.2)               | 19.5 (67.1)               | 18.0 (64.4)               | 21.0 (69.8)               | 18.0 (64.4)               | 20.0 (68.0)               | 16.8 (62.2)               | 11.0 (51.8)               | 8.9 (48.0)                | 6.0 (42.8)                |
| معدل هطول الأمطار مم (إنش) | 0.9 (0.04)                | 13.3 (0.52)               | 8.4 (0.33)                | 35.6 (1.40)               | 307.5 (12.11)             | 1٬168٫1 (45.99)           | 1٬280٫5 (50.41)           | 965.2 (38.00)             | 549.0 (21.61)             | 288.7 (11.37)             | 116.3 (4.58)              | 15.1 (0.59)               | 4٬748٫6 (186.95)          |
| متوسط الأيام الممطرة (≥ 1.0 mm) | 0                         | 0                         | 0                         | 4                         | 9                         | 25                        | 28                        | 27                        | 18                        | 10                        | 4                         | 0                         | 126                       |
| متوسط الرطوبة النسبية (%) | 74                        | 69                        | 70                        | 72                        | 74                        | 89                        | 92                        | 92                        | 88                        | 84                        | 80                        | 79                        | 80                        |
| المصدر #1: المعهد النرويجي للأرصاد الجوية, الأرصاد الجوية الألمانية (mean temperatures 1991–2010, rainy days 1968–1990, humidity 1951–1967) |                           |                           |                           |                           |                           |                           |                           |                           |                           |                           |                           |                           |                           |
| المصدر #2: Meteo Climat (record highs and lows)                                                                                             |                           |                           |                           |                           |                           |                           |                           |                           |                           |                           |                           |                           |                           |

## معرض صور

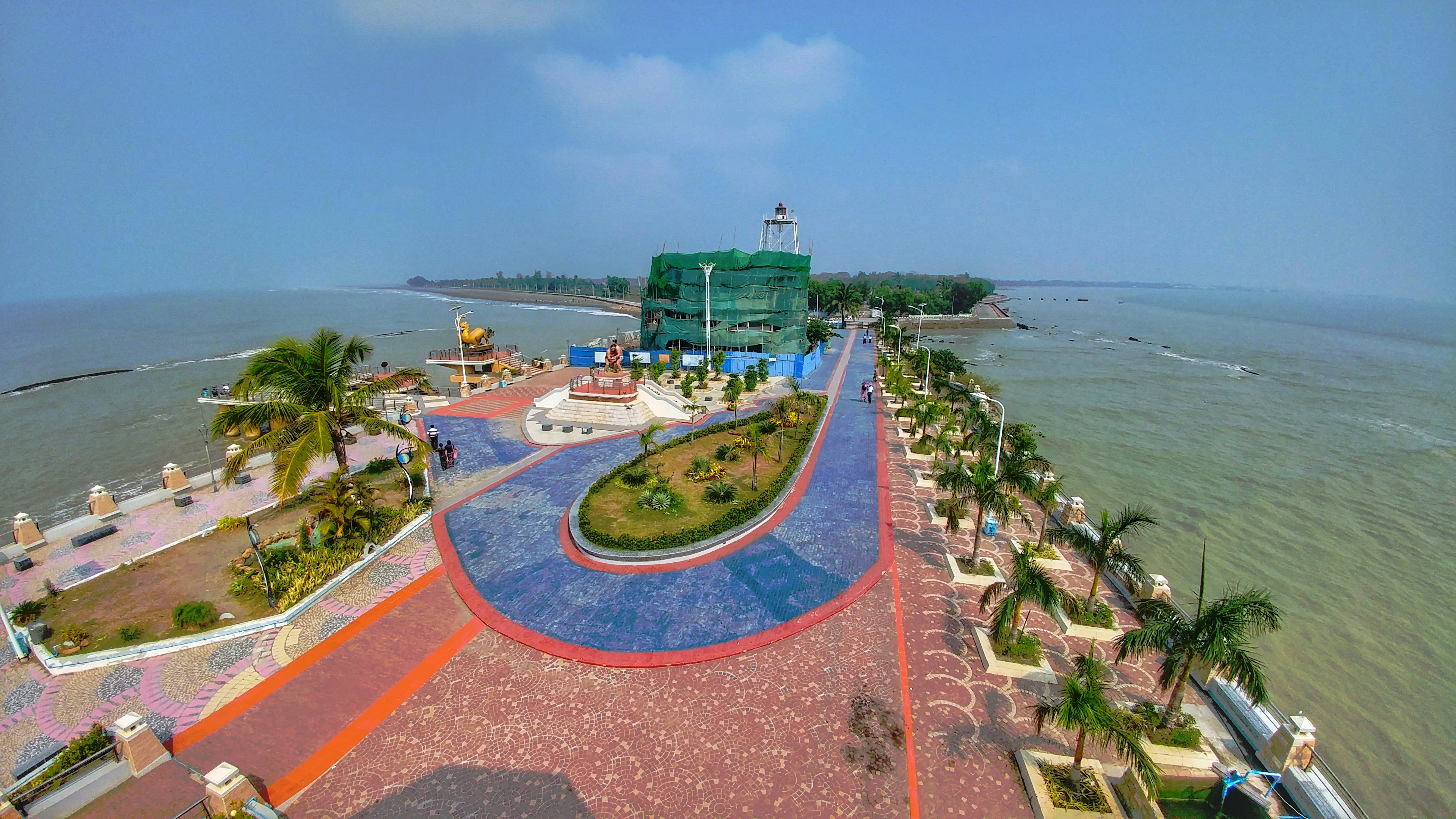
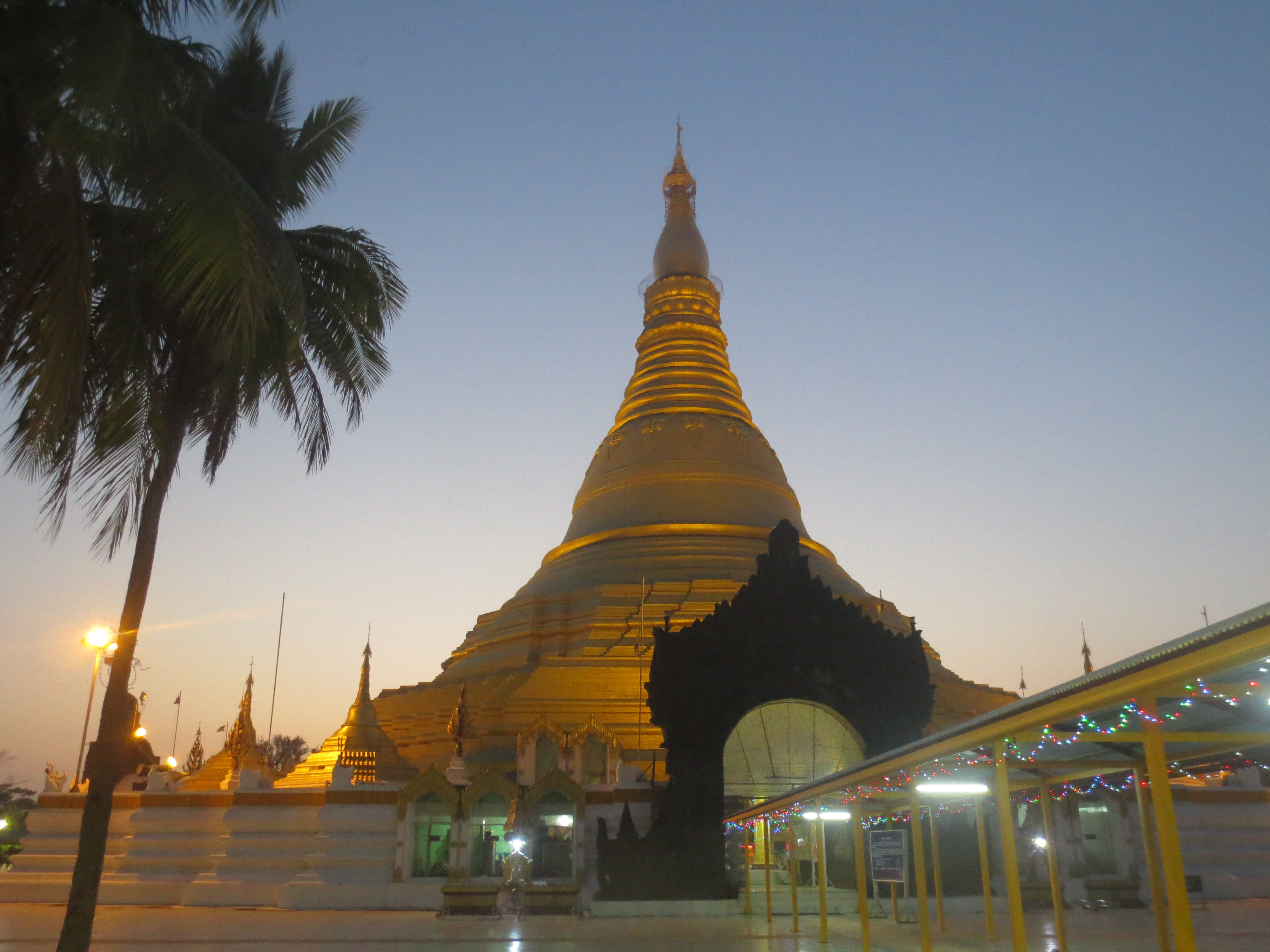
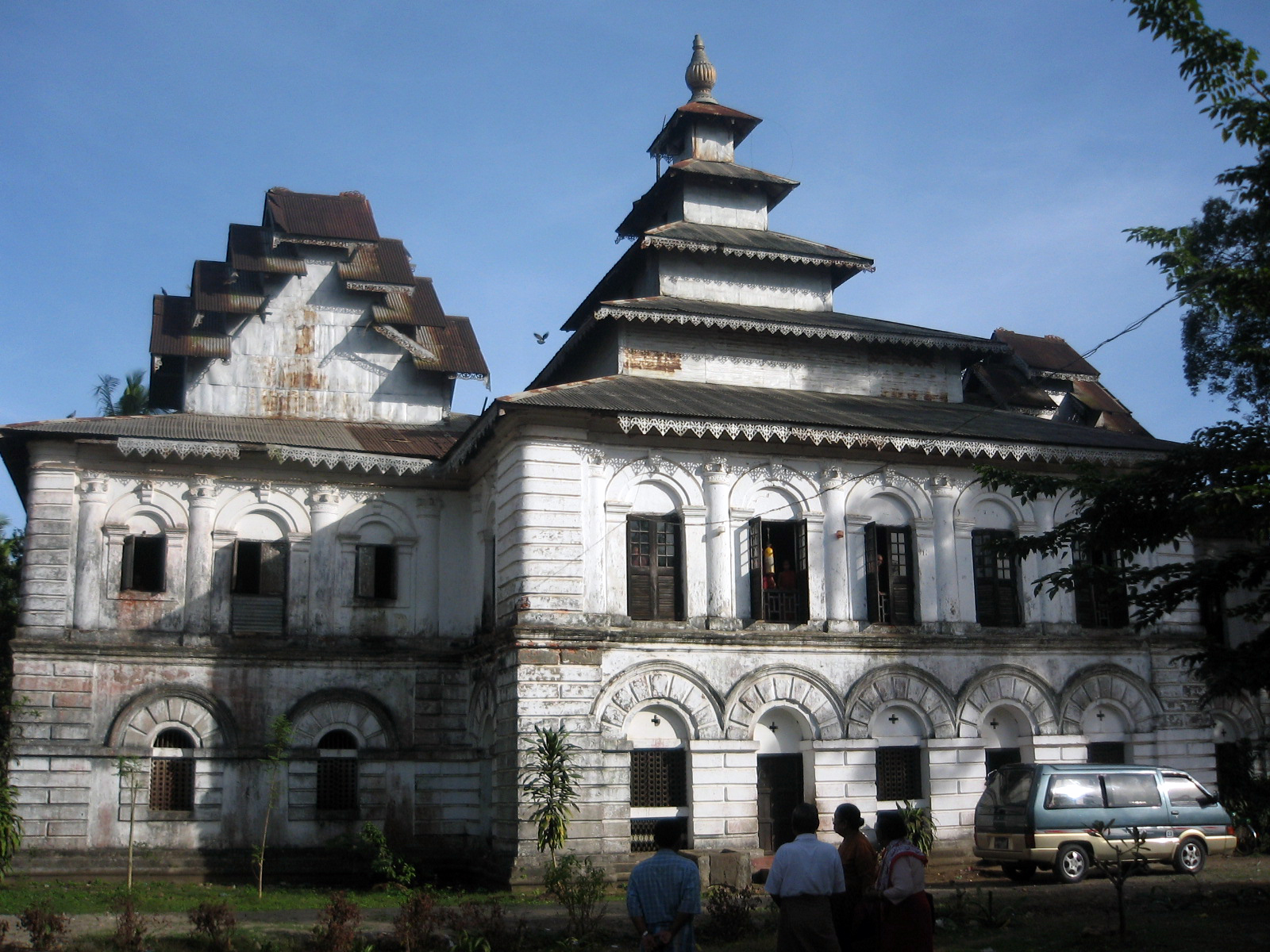
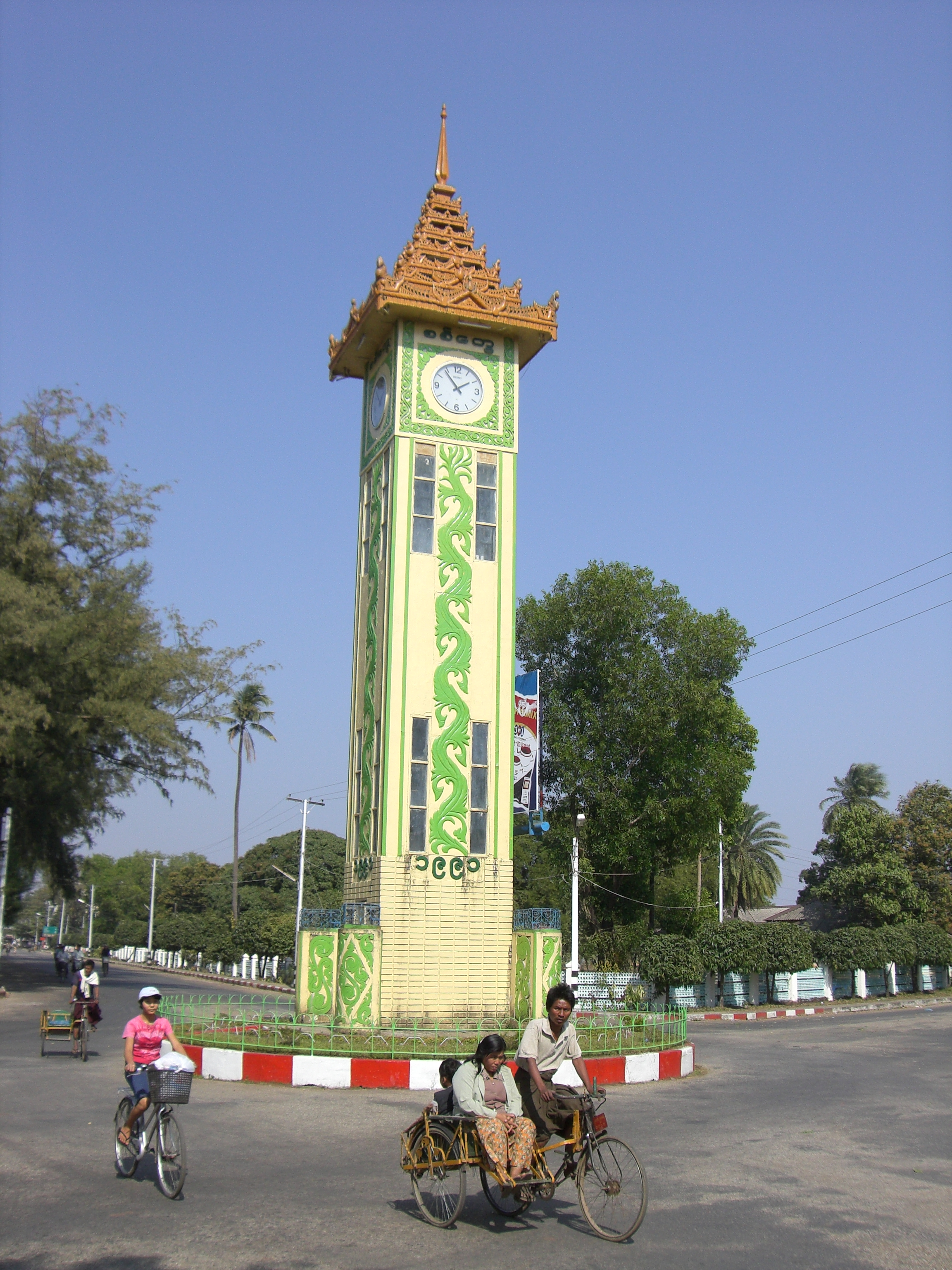
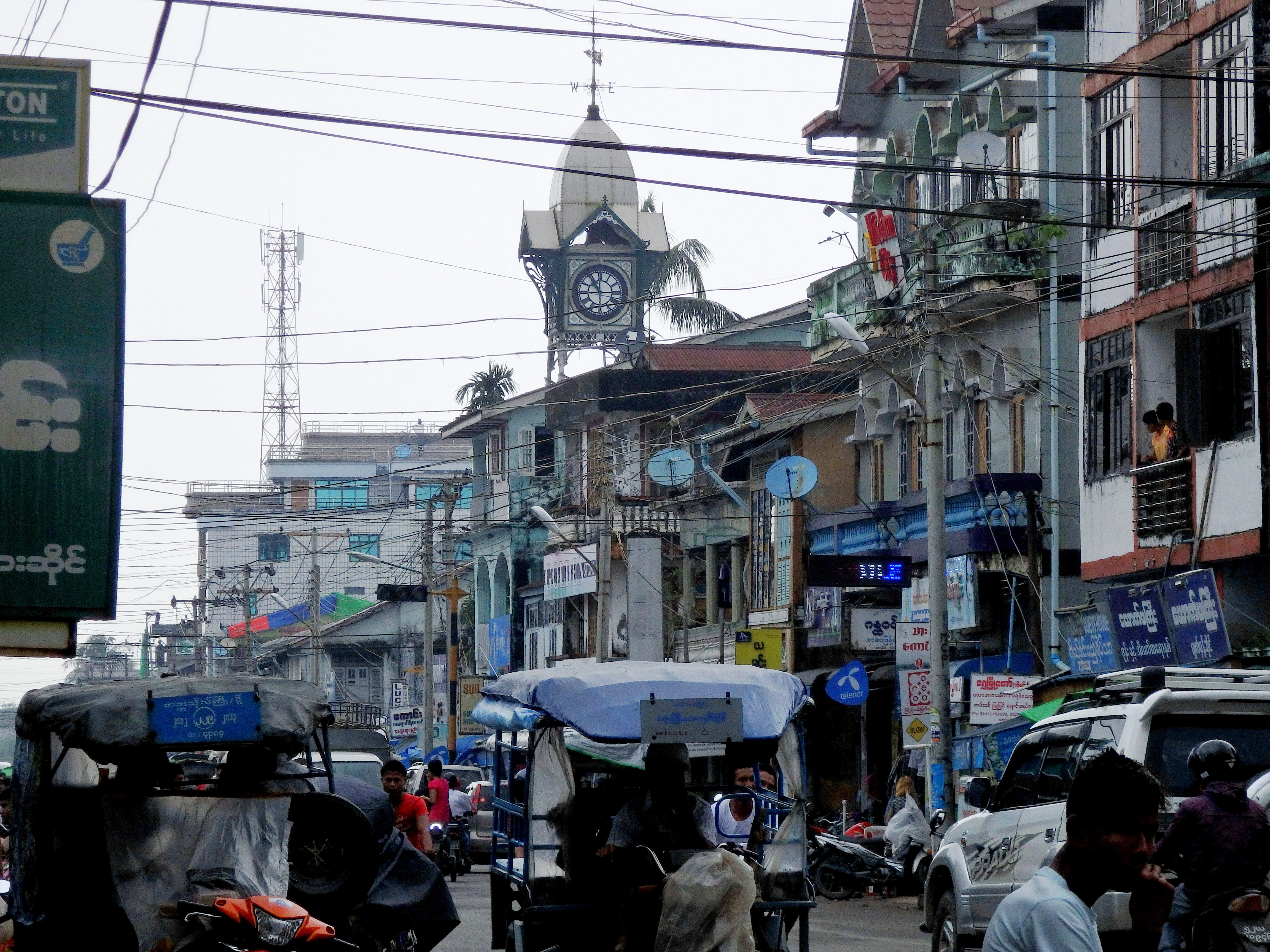
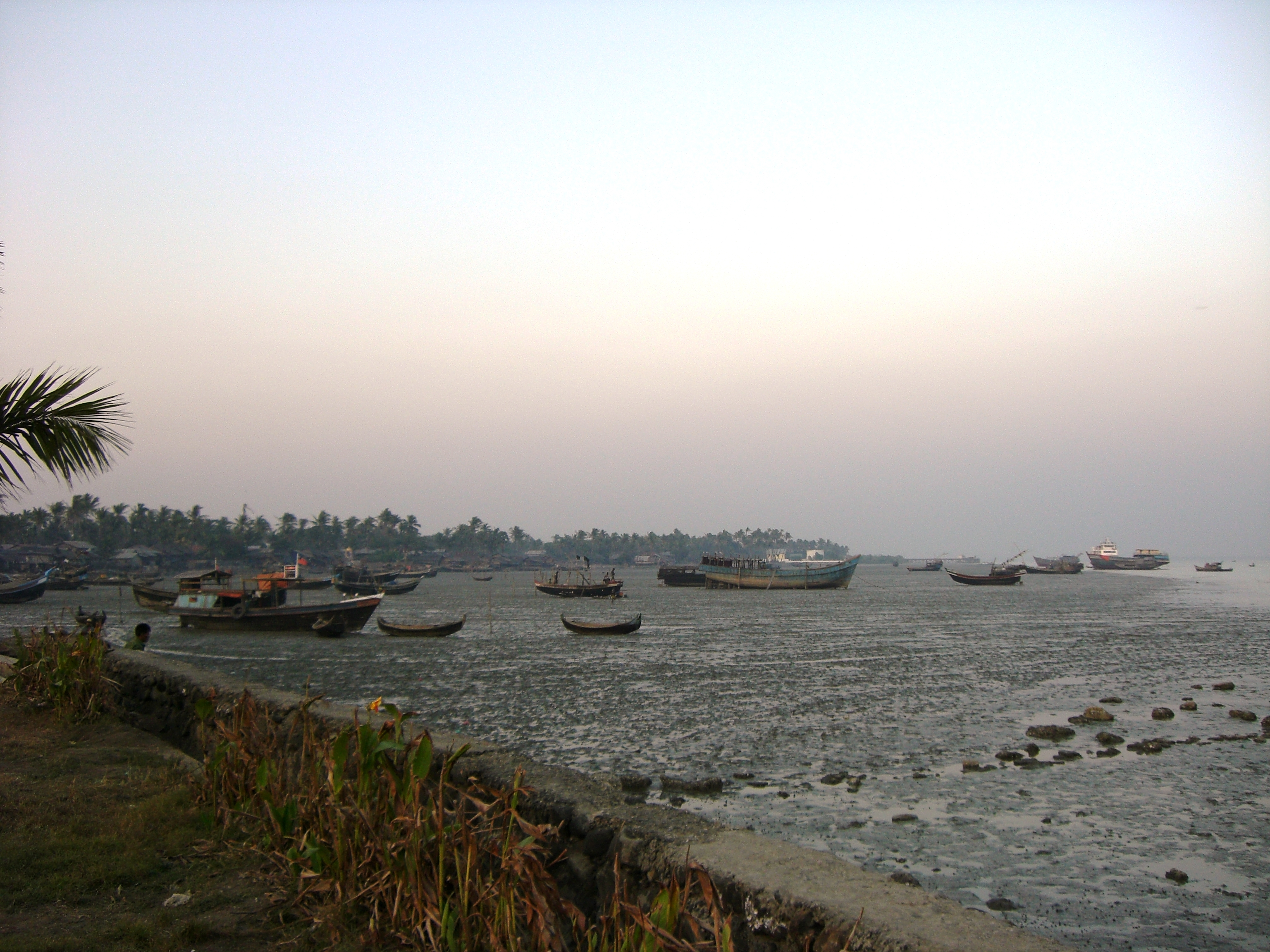

## أعلام
- ساكي